# Son Ho-jun
Đây là một tên người Triều Tiên, họ là Son.
Son Ho-joon (sinh ngày 27 tháng 6 năm 1984) là một diễn viên và ca sĩ người Hàn Quốc. Trước khi ra mắt với tư cách là một diễn viên, Ho-joon đã ra mắt trong làng giải trí với tư cách là một ca sĩ vào năm 2007, anh là trưởng nhóm của nhóm nhạc 3 thành viên Tachyon, được diễn trên chương trình A-Live trên kênh Channel V Korea. Đây là nhóm nhạc đầu tiên được ra mắt của công ty giải trí J&H. Tachyon đã cho ra mắt single Feel Your Breeze (được làm lại từ một bài hát của nhóm nhạc Nhật Bản, V6), nhưng sau đó thì nhóm đã tan rã. Sau đó, Ho-joon chuyển sang sự nghiệp diễn xuất, vai diễn nổi tiếng nhất của anh là Haitai trong bộ phim Reply 1994.

## Sự nghiệp diễn xuất

### Phim truyền hình
| Năm  | Tiêu đề                            | Vai trò        | Kênh   |
| ---- | ---------------------------------- | -------------- | ------ |
| 2006 | Jump 2                             | -              | EBS    |
| 2008 | The Shanghai Brothers              | -              | DramaX |
| 2010 | Coffee House                       | -              | SBS    |
| 2013 | Reply 1994                         | Haitai         | tvN    |
| 2014 | The Full Sun                       | Han Young-joon | KBS2   |
| 2014 | Trot Lovers                        | Seol Tae-song  | KBS2   |
| 2015 | Warm And Cozy                      | Son Joon-hee   | MBC    |
| 2015 | Mrs. Cop                           | Han Jin-woo    | SBS    |
| 2016 | Blow Bleeze                        | Jang-Go        | MBC    |
| 2017 | Drama Special: Let Us Meet, Joo Oh | Cha Joo-Oh     | KBS2   |
| 2017 | Go Back Couple                     | Choi Ban-do    | KBS2   |
| 2018 | My Secret Terrius                  | Jin Young-tae  | MBC    |
| 2019 | Dazzing                            | Kim Young-soo  | JTBC   |
| 2020 | Was It Love?                       | Oh Dae-oh      | JTBC   |

### Phim điện ảnh
| Năm  | Tiêu đề                   | Vai trò        |
| ---- | ------------------------- | -------------- |
| 2008 | Death Bell                | Jo Beom        |
| 2009 | Wish                      | Kim Young-joo  |
| 2010 | Death Bell 2: Bloody Camp | Jung-beom      |
| 2014 | Big Match                 | Jae-yeol       |
| 2015 | Three Summer Nights       | Hae-gu         |
| 2015 | Joy                       | Nam Chul-woong |
| 2017 | Wedding                   | Joo-yeon       |
| 2019 | A Diamond in the Rough    | Kim Gi-kang    |
| 2020 | Stellar                   | Young-bae      |

### Chương trình giải trí
| Năm  | Tiêu đề                                      | Kênh | Ghi chú                 |
| ---- | -------------------------------------------- | ---- | ----------------------- |
| 2014 | Running Man                                  | SBS  | Khách mời, tập 184, 243 |
| 2014 | Happy Together                               | KBS2 | Khách mời, tập 366      |
| 2014 | Youth Over Flowers                           | tvN  | Thành viên              |
| 2014 | Three Meals a Day                            | tvN  | Khách mời, tập 7-8      |
| 2015 | Three Meals a Day: Fishing Village           | tvN  | thành viên              |
| 2015 | Law of the Jungle (Palau, Indochina)         | SBS  | thành viên              |
| 2015 | Mr. Baek: The Homemade Food Master"          | tvN  | thành viên              |
| 2015 | Off To School"                               | JTBC | thành viên              |
| 2015 | Three Meals a Day: Fishing Village -Season 2 | tvN  | thành viên              |
| 2016 | Three Meals a Day: Gochang Village           | tvN  | thành viên              |
| 2019 | Coffee Friends                               | tvN  | thành viên              |
| 2020 | Three Meals a Day: Fishing Village -Season 5 | tvN  | thành viên              |

### Music Video
| Năm  | Ca khúc            | Ca sĩ          |       |
| ---- | ------------------ | -------------- | ----- |
| 2008 | "That Person"      | SeeYa          |       |
| 2009 | "My Ugly Love"     | Voice One      |       |
| 2009 | "Apple is A"       | T-ara          |       |
| 2013 | "Do You Know Me?"  | T-ara          |       |
| 2014 | "More and More"    | The SeeYa      |       |
| 2014 | "Pillow"           | Davichi        | [ 3 ] |
| 2015 | "Growing"          | K.Will         | [ 4 ] |
|      | "Just For One Day" | JeA feat. Baro | [ 5 ] |
| 2017 | "Compass"          | Lee Juck       | [ 6 ] |

## Nhạc kịch
| Năm  | Tiêu đề                                      | Vai trò |
| ---- | -------------------------------------------- | ------- |
| 2014 | Joseph and the Amazing Technicolor Dreamcoat | Joseph  |

## Đĩa đơn
| Năm  | Bài hát            | Ca sĩ                        | Ghi chú                      |
| ---- | ------------------ | ---------------------------- | ---------------------------- |
| 2007 | "Feel Your Breeze" | Tachyon                      | đĩa đơn đầu tiên của Tachyon |
| 2013 | "Only Feeling You" | với Jung Woo & Yoo Yeon-seok | Reply 1994 OST               |
| 2014 | "More and More"    | với The SeeYa                | Đĩa đơn Tears                |
| 2014 | "Winter Love"      | với Rocoberry                | album Winter love            |
| 2014 | " Christmas Time"  | với Rocoberry                | album Winter love            |

## Giải thưởng và đề cử
| Năm  | Giải thưởng                        | Thể loại                                                   | Đề cử                               | Kết quả   | Nguồn  |
| ---- | ---------------------------------- | ---------------------------------------------------------- | ----------------------------------- | --------- | ------ |
| 2014 | 7th Korea Drama Awards             | Nam diễn viên mới xuất sắc nhất                            | Reply 1994                          | Đề cử     |        |
| 2014 | 3rd APAN Star Awards               | Nam diễn viên mới xuất sắc nhất                            | Reply 1994                          | Đoạt giải | [ 7 ]  |
| 2014 | KBS Drama Awards                   | Nam diễn viên mới xuất sắc nhất                            | Trot Lovers, The Full Sun           | Đề cử     |        |
| 2015 | 10th Asia Model Festival Awards    | Popular Star Award                                         |                                     | Đoạt giải | [ 8 ]  |
| 2015 | 4th APAN Star Awards               | Popular Star Award, actor                                  | Mrs. Cop                            | Đoạt giải | [ 9 ]  |
| 2015 | 23rd SBS Drama Awards              | Gương mặt mới                                              | Mrs. Cop                            | Đoạt giải | [ 10 ] |
| 2016 | 35th MBC Drama Awards              | Excellence Award, Actor in a Serial Drama                  | Blow Breeze                         | Đoạt giải | [ 11 ] |
| 2016 | tvN10 Awards                       | Made in tvN (Variety), Male                                | Three Meals a Day                   | Đoạt giải | [ 12 ] |
| 2017 | KBS Drama Awards                   | Best Actor in a One-Act/Special/Short Drama                | Drama Special – Let Us Meet, Joo-Oh | Đề cử     |        |
| 2017 | KBS Drama Awards                   | Excellence Award, Actor in a Miniseries                    | Confession Couple                   | Đề cử     |        |
| 2017 | KBS Drama Awards                   | Netizen Award – Male                                       | Confession Couple                   | Đề cử     |        |
| 2017 | KBS Drama Awards                   | Best Couple with Jang Na-ra                                | Confession Couple                   | Đoạt giải | [ 13 ] |
| 2018 | MTN Broadcast Advertising Festival | Ngôi sao quảng cáo                                         |                                     | Đoạt giải | [ 14 ] |
| 2018 | MBC Drama Awards                   | Excellence Award, Actor in a Wednesday-Thursday Miniseries | My Secret Terrius                   | Đề cử     |        |
| 2018 | MBC Drama Awards                   | Bromance Award with So Ji-sub và Kang Ki-young             | My Secret Terrius                   | Đoạt giải | [ 15 ] |
| 2019 | 55th Baeksang Arts Awards          | Nam diễn viên phụ phim truyền hình xuất sắc nhất           | Dazzling                            | Đề cử     | [ 16 ] |